# كابسلون
كَبسَلون (بالهولندية: Kapsalon) هو طبق سريع أنشئ في عام 2003 في مدينة روتردام الهولندية ويتكون من طبقة من البطاطس المقلية الموضوعة في صينية ومغطاة بشرائح من الجبن، وتطهى في الفرن حتى يذوب الجبن، ثم تضاف إليها طبقة من الخس المبشور مغطاة بصلصة الثوم والسامبال الإندونسية.
كَبسَلون هو مصطلح هولندي يعني «صالون الحلاقة»، في إشارة إلى أحد مخترعي الطبق الذي عمل مصفف شعر، الطبق هو نتاج التعددية الثقافية الهولندية حيث يجمع بين مكونات من أطباق من ثقافات متعددة.

## تاريخ
صنع الطبق ناثانييل جوميز، وهو مصفف شعر من الرأس الأخضر، في عام 2003 في منطقة ديلفشافين في روتردام، ووقد طُلب الطبق بعدها في متجر الشاورما المجاور «El Aviva»، ولاحظ الزبائن الكَبسَلون وبدأو في طلبه وسرعان ما طُلب في مطاعم الوجبات الخفيفة القريبة. انتشر الطبق منذ ذلك الحين في جميع أنحاء هولندا وبلجيكا، والعديد من البلدان الأخرى ويستبدل في بعض الأماكن لحم الشاورما بالدجاج أو لحم دونر. ووصف الكَبسَلون بأنه «مثال نموذجي للتراث الثقافي المعاصر»، كما وصف بأنه «قنبلة السعرات الحرارية»، حيث يحتوي علي نسبة عالية من الدهون تصل إلى 1800 سعر حراري (7500 كيلو جول) في الوجبة الكبيرة.
كَبسَلون هو طبق اساسي في مطاعم الدونر البلجيكية في كل من فلاندرز وفالونيا، وتقدم العديد من المطاعم التركية في جميع أنحاء ألمانيا هذا الطبق، ويوجد الطبق في مدن أخرى في جميع أنحاء أوروبا مثل المدن البولندية الرئيسية (بما في ذلك وارسو وبوزنان وكراكوف)، وفي براغ عاصمة جمهورية التشيك ، ومدن في لاتفيا (بما في ذلك ريغا، جيلجافا، يورمالا، سيغولدا) وفي دولة المغرب أيضًا.
وصل الكَبسَلون إلى العاصمة النيبالية كاتماندو في عام 2017، عندما طُلب من طاهي عائد من زيارة إلى هولندا إعداد وجبة «هولندية نموذجية». الآن يحل الدجاج أو السمك محل لحم الشاورما، ويحل طبق بورسلين بديلًا للصينية المعدنية.